# Szent Miklós-templom (Hamburg)
A Szent Miklós-templom (németül: Hauptkirche St. Nikolai) a hamburgi evangélikus egyház egykori főtemploma, a városképet napjainkig meghatározó rom, amely a második világháború pusztítására emlékeztet a Hanza-város központjában.

## Története
Szent Miklós a hajósok védőszentjeként már a város korai történetében is nagy tiszteletnek örvendett. Már a 12. században kápolna viselte a nevét Hamburgban, a maival megegyező helyen fából épült első Szent Miklós-templom.
1353-ban, nem sokkal a pestisjárvány után kezdődött ez első, gótikus stílusú háromhajós kőtemplom építése. Az ekkor felhúzott épület a 19. század közepéig megmarad, ám stílusjegyeit a századok során számtalanszor módosították, így az eredeti arculat nagyrészt elveszett. 1524-től a templomban református, majd az evangélikus kereszténység rítusát követték. 1589-ben a harangtorony kiégett, 1644-ben pedig egy orkán után beomlott. 1657-ben harmadszor is tornyot emeltek a templomra, az ún. Marquardt-tornyot, amely az előzőnél alacsonyabb, 122 méter magas volt. Ez a torony sokáig a város jelképének számított, ám 1767. augusztus 6-án egy villámcsapás súlyosan megrongálta.
A középkori templom végül 1842 májusában áldozatul esett a nagy hamburgi tűzvésznek. Május 5-én a reggeli misét még a templomban tartották, a déli szertartást a betörő lángok miatt meg kellett szakítani. Délután négy órára a tűzvész már a toronyban tombolt, és a kor fejletlen tűzoltótechnikája nem tette lehetővé, hogy a vizet ebbe a magasságba feljuttassák. Estére lángra kapott, és teljesen kiégett a főhajó tetőszerkezete. A tűzben elenyésztek a templom műkincsei is. A főtemplom pusztulása mélységesen megrázta, és elkeserítette a város lakosságát. A kor sajtója a tűzvész után már Hamburg elnéptelenedését vizionálta.

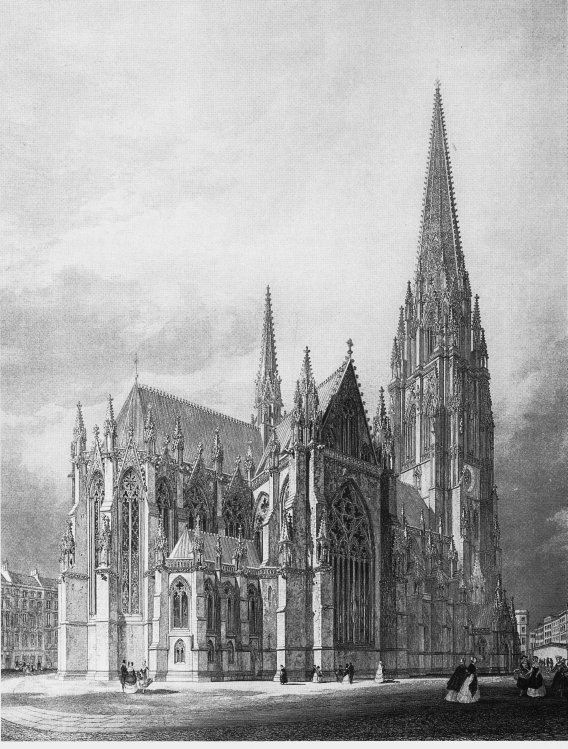
Scott temploma

A tűzvészt követően megszületett a városi szenátus határozata a templom újjáépítéséről. 1843-ban adománygyűjtés kezdődött, 1844-ben pedig az újjáépítési bizottság tervpályázatot írt ki, amelyet az altonai Gottfired Semper nyerte meg, aki egy román stílusú kupolás templomot képzelt a régi helyére. A román stílusú épület azonban annyira nem illett a város gótikus épületei közé, hogy megvalósítását végül elvetették. Ehelyett Hamburg felkérte a középkori templomok helyreállításával foglalkozó angol George Gilbert Scottot, aki a gótika minden stílusjegyét jól ismerte, hogy tervezzen egy új főtemplomot. Scott egy 86 méter hosszú, háromhajós szerkezetet tervezett. A templom stílusjegyeit a francia és az angol reneszánszból merítette, míg a templom áttört tornya tipikusan német területekre jellemző megoldás. Az építés 1846-ban kezdődött, és 1863. szeptember 27-én az új templomot átadták rendeltetésének. A 147,3 méter magas torony építése 1874-re ért véget, ettől kezdve két évig ez a templom volt a legmagasabb épület a világon. A torony ma is Németország harmadik legmagasabb templomtornya és Hamburg második legmagasabb épülete.
A második világháború idején a templom tornya fontos tájékozódási pontot jelentett az angolszász pilóták számára. Az 1943. július 28-i terrorbombázásban a templom súlyosan megsérült. A tető az épületbe roskadt, és tönkretette a templombelsőt. A templomfalakon hatalmas repedések futottak végig, de azok állva maradtak. A bombázás nem rongálta meg jóvátehetetlenül a templom teherviselő szerkezetét, a város mégis úgy döntött, hogy a templomhajó romjait végleg elbontják, és csak a tornyot hagyják állva. 1951-ben az épületet a torony kivételével le is bontották, köveit az Elba hajózóútjának kiépítéséhez használták fel.
1987-ig a torony csak háborúellenes mementóként állt a városközpontban. Akkor hamburgi polgárok egyesületet hoztak létre a templom maradványainak megmentése érdekében. Az épen maradt altemplomban rendezvénytermet alakítottak ki. 2005 óta felvonóval fel lehet menni a torony 75 méter magasan lévő szintjére, ahonnan nagyszerű kilátás nyílik a kikötőre és a közelben fekvő Raktárvárosra. A templomnak a drezdai Frauenkirchéhez hasonló újjáépítésére egyelőre nincs lehetőség.